# Julius Komrs
Julius Komrs (1879 Mladé Bříště – 1954 asi Praha) byl český a československý politik, meziválečný starosta Kolína a senátor Národního shromáždění ČSR za Československou stranu národně socialistickou.

## Biografie
Po roce 1918 byl zvolen předsedou spořitelny města Kolína, v letech 1923–1930 byl starostou Kolína a podílel se na stavebním rozvoji (kolonie nouzových domků v Zálabí, zahájení výstavby vodárny, otevření Kolínské boudy).
Po parlamentních volbách v roce 1929 získal za Československou stranu národně socialistickou senátorské křeslo v Národním shromáždění. Mandát ale nabyl až dodatečně během roku 1929 jako náhradník poté, co zemřel senátor Ferdinand Raiman. V senátu setrval do roku 1931, kdy byl kvůli tomu, že přestal být členem strany, zbaven mandátu rozhodnutím volebního soudu. Místo něj pak nastoupil Václav Černý.
Krátce se v Národním shromáždění objevil i po parlamentních volbách v roce 1935, kdy jako kandidát Národního sjednocení získal senátorské křeslo roku 1938 jako náhradník poté, co rezignoval senátor Josef Kvasnička. Nastoupil do klubu nově vzniklé Strany národní jednoty. V senátu setrval do jeho zrušení v roce 1939.
Profesí byl odborným učitelem a starostou v Kolíně.